# 伊姆斯蒂喬沃
48°17′43″N 23°11′49″E / 48.29528°N 23.19694°E

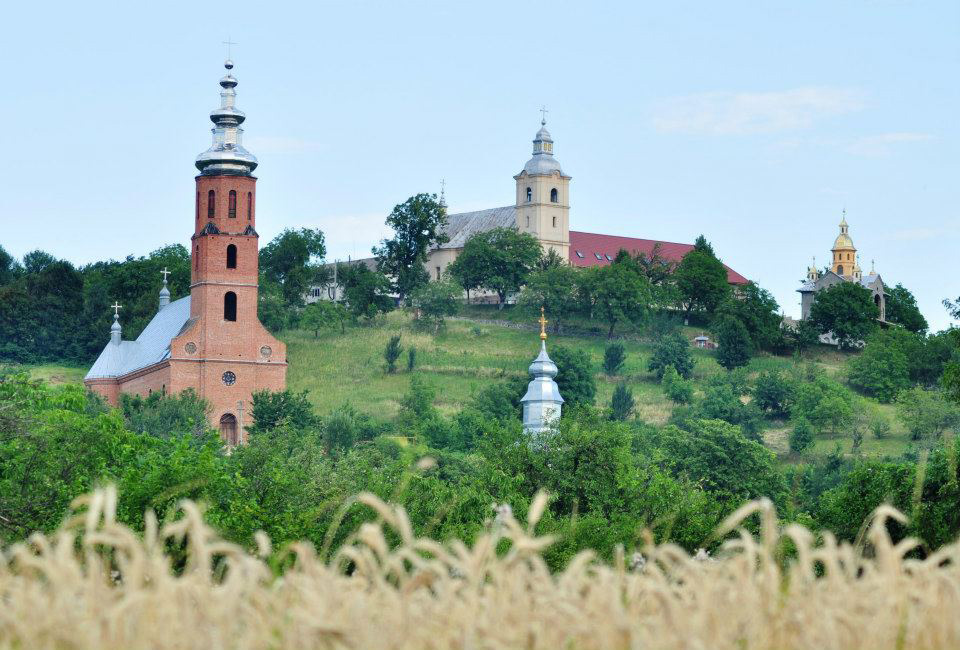

伊姆斯蒂喬沃（羅馬化：Imstychovo）是烏克蘭西部的村莊，隸屬外喀爾巴阡州的胡斯特區。該村始建於1351年，面積0.21平方公里，海拔高度251米，2001年人口2,729，人口密度每平方公里1,331人。